# Pimelodella geryi
Pimelodella geryi is een straalvinnige vissensoort uit de familie van de antennemeervallen (Heptapteridae). De wetenschappelijke naam van de soort is voor het eerst geldig gepubliceerd in 1961 door Hoedeman.